# Zaqatalai járás
A Zaqatalai járás (azeri nyelven: Zaqatala rayonu) Azerbajdzsán egyik járása. Székhelye Zaqatala.

A Zagatalai járás elhelyezkedése Azerbajdzsánban

## Népesség
- 1939-ben 45 854 lakosa volt, melyből 21 712 azeri (47,4%), 9958 avar (21,7%), 6021 caur (13,1%), 3754 orosz, 1685 lezg, 1459 örmény, 279 grúz, 268 ukrán, 49 német, 29 zsidó, 18 talis, 14 kurd, 1 tat.
- 1959-ben 47 776 lakosa volt, melyből 29 785 azeri (62,3%), 8878 avar (18,65), 2603 caur (5,4%), 2229 orosz és ukrán, 2137 lezg, 1234 örmény, 178 grúz, 23 zsidó, 11 kurd, 1 talis.
- 1970-ben 69 270 lakosa volt, melyből 42 034 azeri (60,7%), 15 240 avar (22%), 5697 caur (8,2%), 1785 grúz, 1661 orosz és ukrán, 1038 örmény, 1014 lezg, 59 tatár, 13 zsidó, 7 kurd, 3 udin.
- 1979-ben 79 267 lakosa volt, melyből 49 071 azeri (61,6%), 17 592 avar (22,1%), 7728 caur (9,7%), 2218 lezg, 1213 orosz és ukrán, 884 örmény, 224 grúz, 56 tatár, 9 kurd, 8 zsidó, 5 udin.
- 1999-ben 107 240 lakosa volt, melyből 63 811 azeri (59,5%), 25 835 avar (24,1%), 13 114 cahur (12,2%), 3 075 grúz, 454 orosz és ukrán, 312 lezg, 303 török, 32 tatár, 1 örmény.
- 2009-ben 118 228 lakosa volt, melyből 80 476 azeri (59,5%), 25 578 avar (21,6%), 11 203 cahur (9,5%), 303 török, 233 orosz, 59 grúz, 50 lezg, 11 tatár.